# Kontrollierte natürliche Lüftung
Von Kontrollierter natürlicher Lüftung (KNL) spricht man, wenn der natürliche Luftaustausch nutzerunabhängig über elektromotorisch betriebene Fenster in der Gebäudeaußenhülle in Kombination mit einer automatisierten bedarfsgesteuerten Regelung erfolgt.

## Gründe
Um Heizenergie zu sparen, reicht eine immer bessere Dämmung von Gebäudewänden und -dächern nicht mehr aus. Es geht vielmehr darum, auch die Heizwärmeverluste von Gebäuden zu reduzieren – und zwar nicht nur die, die durch das falsche Lüftungsverhalten der Nutzer entstehen, z. B. bei zu seltener oder zu oft wiederkehrender Stoßlüftung, sondern insbesondere auch die Heizwärmeverluste durch Infiltrationsvolumenströme. Dies wird durch die Energieeinsparverordnung(EnEV) vorgeschrieben. Durch die dichtere Gebäudehülle entfällt jedoch der gewohnte, unkontrollierte und ständige Luftaustausch der früher vorhandenen Fugenundichtigkeiten bei Fenstern, Türen und deren Anschlüssen an die Gebäudehülle. Somit können Feuchtigkeit und Schadstoffe in der Rauminnenluft unter Umständen nicht mehr ausreichend abgebaut werden. Auch der Sauerstoffgehalt sinkt.
Die EnEV greift diesen Sachverhalt auf und fordert zusätzlich zur luftundurchlässigen Gebäudehülle einen hygienisch und bauphysikalisch notwendigen Luftaustausch. Durch diese Kombination wird erreicht, dass der Luftwechsel nicht unkontrolliert erfolgt, sondern planerisch zu dimensionieren ist. Nur so kann der in der EnEV geforderte und in der DIN 1946-6 (für Wohngebäude) genauer definierte hygienische Mindestluftwechsel sichergestellt werden. Im Bereich der Nichtwohngebäude gibt es zusätzliche Anforderungen an die Energieeffizienz von Lüftungs- und Klimaanlagen sowie Raumkühlsystemen unter Einbezug von thermischen Komfortbedingungen.
Um einerseits das Ansteigen der Schadstoffkonzentration sowie Feuchtigkeit und den daraus resultierenden Schimmelpilzbefall zu verhindern und andererseits Energie zu sparen, können intelligente, nutzerunabhängige Lüftungskonzepte – wie zum Beispiel KNL – sinnvoll sein.
Besonderes Augenmerk ist hierbei auch auf die Behaglichkeit beziehungsweise auf den Komfort der Bewohner oder Nutzer des Gebäudes zu legen. „Verbrauchte“ Atemluft und damit einhergehende zu hohe CO2-Konzentrationen können z. B. zu Müdigkeit sowie eingeschränkter Konzentrations- und Leistungsfähigkeit führen. Aus diesem Grund ist neben dem Einsatz von KNL in Wohngebäuden auch der Einsatz in Nichtwohngebäuden – wie zum Beispiel in Bürogebäuden – häufig sinnvoll.

## Einsatzgebiete
KNL-Systeme oder -Lösungen spielen insbesondere dort ihre Vorteile aus, wo eine automatisierte, bedarfsgerechte Frischluftversorgung von Räumen mit nachhaltiger Energie- und Kosteneffizienz sichergestellt werden soll – unter Berücksichtigung der Nutzeransprüche an Hygiene, Komfort, Behaglichkeit und Sicherheit, z. B. in:
- Büro- und Verwaltungsgebäuden
- Schulen
- Universitäten
- Bildungszentren
- Freizeit- und Sportstätten
- Kindertagesstätten
- Krankenhäusern und Rehakliniken
- Senioren- und Pflegeheimen

Darüber hinaus wird KNL auch in Wohngebäuden eingesetzt.

## Wirkungsprinzip der (kontrollierten) natürlichen Lüftung
In der Studie „KonLuft – Energieeffizienz von Gebäuden durch kontrollierte natürliche Lüftung“ der Hochschule für Technik Stuttgart, die in Zusammenarbeit mit dem Projektpartner ZVEI – Zentralverband Elektrotechnik- und Elektronikindustrie sowie den Projektträgern Bundesministerium für Wirtschaft (BMWi) und Projektträger Jülich (PTL) erstellt wurde, wurde nachgewiesen, dass eine sehr gute Raumluftqualität bei allen natürlichen Lüftungskonzepten erreicht werden kann, der thermische Komfort jedoch stark von der Dimensionierung der Öffnungen sowie der gewählten Regelstrategie abhängig ist.
Natürliche Lüftung basiert auf physikalischen Gesetzmäßigkeiten: Antrieb für den Luftaustausch sind Temperatur- und Druckdifferenzen zwischen dem Gebäudeinneren und der Außenumgebung. Diese und der anstehende Winddruck am Gebäude verursachen einen thermischen Auftrieb (Kamineffekt) – ohne elektrischen Aufwand für die Luftbewegung.
In der KNL wird die automatisierte, nutzerunabhängige Regelung des Raumklimas in Abhängigkeit von den klimatischen Innen- und Außenparametern (z. B. Temperatur, Regen, Sonneneinstrahlung) von Sensoren erfasst und von der Steuereinheit automatisch auf die eingestellten Werte „ausgeregelt“. Somit kann – ohne eine Beteiligung des Bewohners beziehungsweise des Nutzers des jeweiligen Raumes – für z. B. eine ausreichende Nachtauskühlung beziehungsweise Morgenfrischluft gesorgt werden. Darüber hinaus hat die Raumluftqualität unter anderem Einfluss auf die Konzentrationsfähigkeit am Arbeitsplatz, sorgt für einen erholsamen Schlaf, angenehme Temperaturen oder auch die passende Raumluftfeuchte.

## Komponenten
Zur Realisierung eines KNL-Konzepts sind, je nach Anlagen- und Systemkonfiguration, diverse Auswerte- und Regelungseinheiten (Steuerzentralen, Controller) erforderlich, über die die Lüftung der Räume einzeln oder in Gruppen zentral gesteuert werden kann. Sie verfügen über Anschlüsse für Sensoren zur Erfassung verschiedenster Daten wie Wetter, Raumklima und Fensterposition sowie für die Ansteuerung der elektromotorischen Fenster, der Beschattungsanlage und der Heizkörper. Displays, Taster und Fernbedienungen runden die Palette an Bedienmöglichkeiten ab.

## Normative Anforderungen für Wohn- und Zweckbauten
Die Funktionalität und Effizienz einer kontrollierten natürlichen Lüftung über elektromotorisch betätigte Fenster wird in zahlreichen nationalen und internationalen Studien bestätigt. Trotzdem ist diese Lüftungsart bisher nicht einheitlich in den einschlägigen Gesetzen, Verordnungen, Normen und Richtlinien der Bautechnik als verbindliche Planungsgrundlage berücksichtigt, z. B. in der DIN 1946-6 für Lüftung von Wohngebäuden.

## Links/Quellen
- KonLuft – Energieeffizienz von Gebäuden durch kontrollierte natürliche Lüftung: Abschlussbericht, ZVEI, 31. Oktober 2016, abgerufen am 8. Oktober 2024
- VFF Merkblatt ES.05:2012-09. (zurückgezogen). In: beuth.de. September 2012, abgerufen am 29. Mai 2024.
- Broschüre KNL des VFE (Seite nicht mehr abrufbar, festgestellt im Mai 2024. Suche in Webarchiven)
- Whitepaper des VFE zur KNL (Seite nicht mehr abrufbar, festgestellt im Mai 2024. Suche in Webarchiven)